# Mobārakīn (ort)
Mobārakīn (persiska: مبارکين) är en ort i Iran.   Den ligger i provinsen Hamadan, i den nordvästra delen av landet, 190 km väster om huvudstaden Teheran. Mobārakīn ligger 1 658 meter över havet och antalet invånare är 149.
Terrängen runt Mobārakīn är platt åt sydväst, men åt nordost är den kuperad.Runt Mobārakīn är det ganska glesbefolkat, med 29 invånare per kvadratkilometer. Närmaste större samhälle är Yātān, 17,2 km nordost om Mobārakīn. Trakten runt Mobārakīn består i huvudsak av gräsmarker.